# Rosine Rochette
Rosine Rochette est une comédienne franco-suisse née le 21 mars 1936.

## Théâtre
- Septembre 1956 : entrée au Conservatoire national d'art dramatique de Paris
- Automne 1960 : Biederman et les Incendières de Max Frisch (Anna), mise en scène par Jean-Marie Serreau, au théâtre de Lutèce
- 1961 : Rhinocéros d'Ionesco (La dame au chat), mise en scène par Jean-Louis Barrault, pour la tournée karsenty de l'Odéon
- 1961-1962 : Les Maxibules de Marcel Aymé (Ernestine), m.e.s par André Barsacq, au théâtre des Bouffes-Parisiens
- 1962 : Les Matinées poétiques du Vieux Colombier, m.e.s par Jean Bollery
- 1962 : Noces de sang de Federico García Lorca (La femme de Léonard) m.e.s par Serge Bouillon, au Festival pour le théâtre Hébertot
- 1962 : Le Timide au Palais de Tirso de Molina (Madeleine) m.e.s par Jean-Luc Bideau, au Château de Ripaille
- 1962 : Le Songe d'une nuit d'été de Shakespeare (Héléna) m.e.s par Maurice Jacquemont, au Festival de Fontainebleau
- 1963 : Le Satyre de la Vilette de René de Obaldia (l'institutrice) m.e.s par André Barsacq, au théâtre de l'Atelier
- Décembre 1963 : Yerma de Federico García Lorca (Maria) m.e.s par Bernard Jenny, au théâtre Hébertot
- Printemps 1967 : Entrée au Théâtre du Soleil - direction Ariane Mnouchkine
- 15 février 1968 : Première du Le Songe d'une nuit d'été de Shakespeare (Héléna) m.e.s par Ariane Mnouchkine, au Cirque Médrano
- 1968 : L'Arbre sorcier, Jérome et la Tortue (la femme de l'arbre sorcier) m.e.s par Catherine Dasté, au cirque Médrano
- Mai 1968 : Pendant la grève, ils militent avec leurs métiers en faisant des petits cabarets dans les usines Renault, Peugeot et à la Snecma
- Juillet 1968 : Séjour de la troupe du Théâtre du Soleil avec nos enfants aux Salines d'Arc-et-Senans, ils lisent des pièces en vue de leur prochain spectacle et font des training avec les masques.
- 25 avril 1969 : Première des Clowns m.e.s par Ariane Mnouchkine, au théâtre de la Commune à Aubervilliers, puis au Festival d'Avignon - Reprise du spectacle à l'Élysée-Montmartre et en tournée à Milan (Italie) chez Giorgio Strehler au Piccolo Theatro invités par Paolo Grassi,
- 1970 : reprise de La Cuisine de Wesker à l'Élysée-Montmartre m.e.s par Ariane Mnouchkine puis en tournée et au théâtre de la Feniche pour la Biennale de Venise
- 11 novembre 1970 : Première de 1789, crée et m.e.s par Ariane Mnouchkine au Piccolo Teatro de Milan
- 26 décembre 1970 : Première de 1789 à la Cartoucherie de Vincennes qu'ils venaient de réhabiliter aux normes de sécurité avec la Ville de Paris, où les comédiens de la troupe s'installèrent définitivement.
- 1971 : Tournée de 1789 au Roundhouse à Londres et à la Schabühne chez Peter Stein à Berlin
- Printemps 1972 : Départ du Théâtre du Soleil
- Avant l'été 1972 : Démarrage dans l'animation d'un atelier théâtre pour les résidents de l'hopital psychiatrique de Villejuif
- 1975 : Catherine d'après les Cloches de Bâle d'Aragon m.e.s par Antoine Vitez, Festival dAvignon
- Janvier 1976 : Première de Gilles de Rais de Roger Plantchon (dans le rôle de la fille du duc de Bretagne) au TNP à Villeurbanne
- 1er octobre 1976 : Elizabeth I de Paul Foster, m.e.s par Liviu Ciulei, au Théâtre national de Chaillot
- Janvier 1978 : Le petit Mahagonny de Bertolt Brecht, m.e.s par Mireille Larroche, au Théâtre Gérard-Philipe (TGP)
- Mai 1979 : L'enterrement du Patron de Dario Fo, m.e.s par Mehmet Ulusoy, pour sa Compagnie Théâtre de Liberté au Chapiteau de Beaubourg
- 1980 : Ce fou du Platonov, de Anton Tchekhov (dans le rôle de la Générale) m.e.s par Catherine Eger, Comédie de Genève dirigée par Beno Besson
- 1980 : Émile et une Nuit écrite et mise en scène par Denis Gouverneur, au Théâtre de Poche à Geneve
- Octobre 1981 : La Mandragore de Machiavel, m.e.s par Paola Magelli, au Théâtre de l'Est parisien (TEP), aujourd'hui appelé Théâtre de la Colline
- 1982 : Don Juan ou l'Amour de la géométrie de Max Frisch (dans le rôle de Miranda) m.e.s par Michel Soutter, à la Comédie de Genève
- 1982 : Krehler de Georg Kaiser (dans le rôle de Mme Krehler) m.e.s par Robert Gironès, au Théâtre de la Bastille
- 1982 : Hippolyte d'Euripide (dans le rôle de la Nourrice) m.e.s par Jean-Pierre Miquel, Centre Dramatique de Nantes (CDN)
- 1984 : Professeur au cours de théâtre de Jean Périmony (jusqu'en 1994)
- 1984 : L'Orestie d'Eschyle (dans le rôle de la Pythie et le chœur) m.e.s par Jean-Philippe Guerlais au Théâtre de la Tempête
- 1985 : L'École des mères de Marivaux (dans le rôle de Madame Argante), m.e.s par Françoise Merle, au Théâtre de la Cité Universitaire
- 1986 : Histoire de ma mère de Yasushi Inoué, m.e.s par Gérald Chevrolet, à Genève
- 1991 : Miquette et sa mère de de Flers et Cavaillet (dans le rôle de la mère) m.e.s par Françoise Merle, au Théâtre Moderne (Paris)
- 1991 : Les Troyennes de Sénèque (dans le rôle de Hécube) m.e.s par Jean Claude Bastos, au théâtre Garonne (Toulouse)
- 1991 : Tchekhov-Tchekonte m.e.s par Françoise Merle au Théâtre de Cergy-Pontoise
- 1993 : On ne badine pas avec l'amour de Alfred de Musset (dans le rôle de dame Pluche) m.e.s par Jean-Pierre Vincent, en tournée en métropoles françaises
- Mars 1996 : L'Homme difficile de Hugo von Hoffmannsthal (dans le rôle de Edine) m.e.s par Jacques Lassalle au Théâtre de la Colline et en tournée en métropoles françaises
- 1999 : The Cherry Orchard (La Cerisaie) de Tchekhov (dans le rôle de Carlotta) m.e.s par Sonia Fraser, au Théâtre royal de York (Royaume-Uni)
- 2002 : Knock de Jules Romains (dans le rôle de la Dame en violet) m.e.s par Maurice Bénichou au Théâtre de l'Athénée ainsi qu'une tournée en Belgique

## Filmographie

### Cinéma
- 1972 : L'Invitation de Claude Goretta
- 1974 : Erica Minor de Bertrand Van Effenterre
- 1975 : Cousin, Cousine de Jean-Charles Tacchella
- 1976 : Monsieur Klein de Joseph Losey
- 1979 : Le Mors aux dents de Laurent Heynemann
- 1980 : La Provinciale, (co-scénariste) de Claude Goretta
- 1986 : Cours privé de Pierre Granier-Deferre

### Télévision

#### Téléfilms
Elle joue de nombreux rôles notamment dans des téléfilms réalisées par Gérard Chouchan, Louis Grospierre, Alain Ferrari, Luis Buñuel, Caroline Huppert, Bertrand Arthuys, Jean-Pierre Garnier.

## Gestalt-thérapie
- 1987 : Elle passe un séjour à Esalen Institute et à Big sur Californie, rencontre et apprentissage avec Paul Rebillot
- 1988 : Elle retourne à Paris et début de sa formation de Gestalt-thérapie à l’École Parisienne de Gestalt (EPG)
- 1991 : Elle obtient son diplôme de Gestalt-thérapeute
- Depuis les années 80 et encore aujourd'hui, elle met en place des stages de développement personnel par le théâtre sur des thèmes : Clown-Gestalt, Le voyage du Héros, les mythes personnels[1].

## Publication
- Scène de vie et Vie sur scène[2] (autobiographie), Éditions Harmattan, 2017